# Jim Crockett Promotions
Jim Crockett Promotions er en tidligere amerikansk wrestlingorganisation, der var ejet af Jim Crockett, Jr. fra 1973 til 1988. Den var medlem af National Wrestling Alliance og forløberen til World Championship Wrestling. Jim Crockett, Jr. solgte i november 1988 organisationen til Ted Turner, der herefter omdøbte den World Championship Wrestling og i 1991 trak sig ud af NWA.